# Tilly, Eure
 Tilly là một xã thuộc tỉnh Eure trong vùng Normandie miền bắc nước Pháp.